# Tętnica biodrowa zewnętrzna

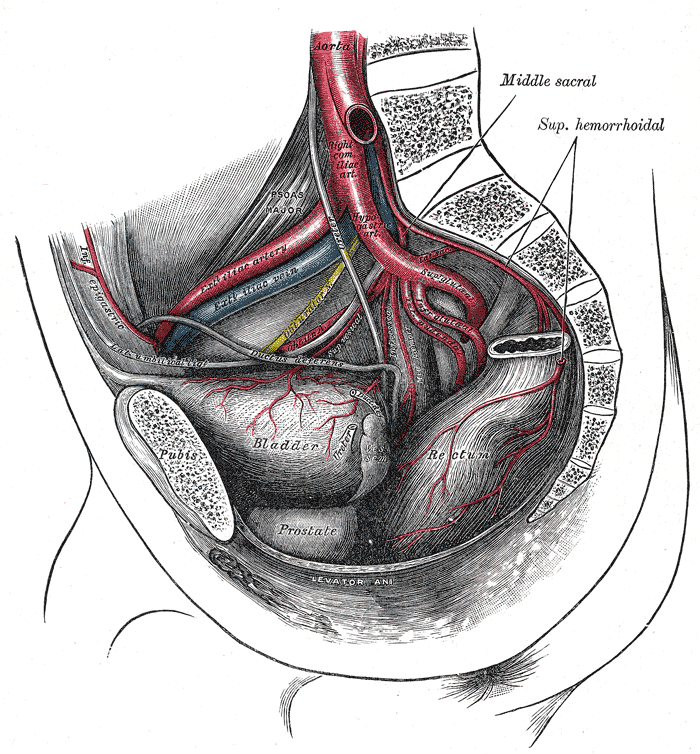
Tętnica biodrowa wspólna prawa i jej gałęzie, widok od lewej strony. Tętnica biodrowa wspólna lewa odcięta dla lepszego uwidocznienia odgałęzień prawej tętnicy. Tętnica biodrowa zewnętrzna prawa widoczna w lewej części ilustracji

Tętnica biodrowa zewnętrzna (łac. arteria iliaca externa) – w anatomii człowieka parzysta tętnica będąca jedną z gałęzi końcowych tętnicy biodrowej wspólnej. Jej gałęzie unaczyniają elementy przedniej ściany brzucha. Przedłużeniem tętnicy biodrowej zewnętrznej jest tętnica udowa, unaczyniająca kończynę dolną.

## Przebieg
Tętnica biodrowa zewnętrzna powstaje z rozdwojenia tętnicy biodrowej wspólnej. Jest jej przednio-boczną gałęzią końcową. Rozdwojenie tętnicy biodrowej wspólnej znajduje się na wysokości dolnego brzegu piątego kręgu lędźwiowego i nieco przyśrodkowo od linii stawowej krzyżowo-biodrowej, tj. około 4 cm bocznie od linii pośrodkowej. Tętnica kieruje się do przodu, ku dołowi i bocznie, zataczając łuk kierujący się wklęsłością przyśrodkowo i ku dołowi. U ludzi starszych może mieć przebieg wężowaty.
Tętnica biodrowa zewnętrzna zmienia nazwę i kończy się w rozstępie naczyń, gdzie leży bocznie od żyły biodrowej zewnętrznej, a od mięśnia lędźwiowego większego oddziela ją łuk biodrowo-łonowy. Jej bezpośrednim przedłużeniem, już w obrębie kończyny dolnej, jest tętnica udowa.

## Morfologia
Długość tętnicy wynosi średnio 10–12 cm, a średnica około 1 cm.

## Położenie
Powierzchnia przednia tętnicy biodrowej zewnętrznej przykryta jest otrzewną. Poprzez otrzewną, do prawej tętnicy przylega końcowy odcinek jelita krętego, czasami wyrostek robaczkowy; do lewej – okrężnica esowata. W tkance podotrzewnowej biegną narządy, które na swoim przebiegu krzyżują tętnicę. W odcinku początkowym (górnym) po stronie prawej jest to moczowód i (obustronnie) tętnica i żyła jajnikowa u kobiety. W odcinku końcowym (dolnym) tętnicę krzyżują: gałąź płciowa nerwu płciowo-udowego, nasieniowód u mężczyzny, a więzadło obłe macicy u kobiety. Niekiedy odcinek końcowy krzyżują również tętnica i żyła jądrowa u mężczyzny.
Przyśrodkowo do tętnicy biodrowej zewnętrznej leży towarzysząca jej żyła biodrowa zewnętrzna oraz regionalne węzły chłonne.
Bocznie i ku tyłowi tętnica sąsiaduje z mięśniem lędźwiowym większym i powięzią biodrową.

## Gałęzie
Tętnica biodrowa zewnętrzna oddaje liczne małe gałęzie do okolicznych węzłów chłonnych, do mięśnia lędźwiowego większego oraz do moczowodu. W pobliżu swojego końca oddaje również dwa większe naczynia: tętnicę nabrzuszną dolną oraz tętnicę okalającą biodro głęboką.

## Unerwienie
Początkowy odcinek tętnicy unerwiony jest przez gałązki od pnia współczulnego i nerwu podbrzusznego (podobnie jak tętnica biodrowa wspólna). Dalszy odcinek zaopatruje nerw płciowo-udowy.

## Embriologia
W trakcie angiogenezy okresu embrionalnego tętnica biodrowa zewnętrzna jest jednym z dwóch głównych naczyń (razem z tętnicą kulszową) dających początek sieci tętniczej kończyny dolnej. Dokonuje się to głównie przez rozgałęzienia tętnicy udowej będącej jej głównym przedłużeniem.